# Thomas Larsen
 Der er flere personer med dette navn, se Thomas C. Larsen.
Thomas Larsen (født 30. december 1964 i København) er en dansk journalist og politisk redaktør samt kommentator.
Larsen er uddannet fra Danmarks Journalisthøjskole i 1988 og har arbejdet som medredaktør og kommentator på Berlingske Nyhedsmagasin samt politisk analytiker, blandt andet i TV Avisen. De senere år har han desuden skrevet for hjemmesiden AnalysNorden, der drives af Nordisk Råd.
Udover et forfatterskab der rummer mange omtalte og roste politikerbiografier, er Thomas Larsen kursusleder på Den Journalistiske Efteruddannelse og er medlem af en tænketank på Center for Business and Politics på Copenhagen Business School.
Han blev i 1995 tildelt et Marshall Memorial Fellowship, og 1999-2000 var han John S. Knight Fellow på Stanford University i USA.